# Liste des matchs de l'équipe de Biélorussie de football par adversaire
Cette liste présente les matchs de l'équipe de Biélorussie de football par adversaire rencontré. Lorsqu'une rivalité footballistique particulière existe entre la Biélorussie et un autre pays, une page spécifique est parfois proposée.
- Haut – A
- B
- C
- D
- E
- F
- G
- H
- I
- J
- K
- L
- M
- N
- O
- P
- Q
- R
- S
- T
- U
- V
- W
- X
- Y
- Z

## A

### Andorre
| Date              | Lieu                       | Match                 | Score | Compétition                                |
| 26 avril 2000     | Andorre-la-Vieille Andorre | Andorre - Biélorussie | 2 - 0 | Match amical                               |
| 16 août 2006      | Minsk Biélorussie          | Biélorussie - Andorre | 3 - 0 | Match amical                               |
| 10 septembre 2008 | Andorre-la-Vieille Andorre | Andorre - Biélorussie | 1 - 3 | Qualifications pour la Coupe du monde 2010 |
| 6 juin 2009       | Hrodna Biélorussie         | Biélorussie - Andorre | 5 - 1 | Qualifications pour la Coupe du monde 2010 |

#### Bilan
- Total de matchs disputés : 4
- Victoires de l'équipe d'Andorre : 1
- Victoires de l'équipe de Biélorussie : 3
- Match nul : 0

### Arménie
| Date           | Lieu              | Match                 | Score | Compétition                                |
| 7 octobre 2000 | Minsk Biélorussie | Biélorussie - Arménie | 2-1   | Qualifications pour la Coupe du monde 2002 |
| 2 juin 2001    | Erevan Arménie    | Arménie - Biélorussie | 0-0   | Qualifications pour la Coupe du monde 2002 |
| 4 février 2008 | Ta' Qali Malte    | Biélorussie - Arménie | 1-2   | Match amical, Tournoi de Malte             |
| 3 mars 2010    | Antalya Turquie   | Arménie - Biélorussie | 1-3   | Match amical                               |
| 15 août 2012   | Erevan Arménie    | Arménie - Biélorussie | 1-2   | Match amical                               |

#### Bilan
- Total de matchs disputés : 5
- Victoires de l'équipe d'Arménie : 1
- Victoires de l'équipe de Biélorussie : 3
- Match nul : 1

### Autriche
Confrontations entre l'équipe de Biélorussie de football et l'équipe d'Autriche de football :
| Date              | Lieu      | Match                  | Score | Compétition                                                   |
| 10 septembre 1997 | Minsk     | Biélorussie - Autriche | 0-1   | Éliminatoires de la Coupe du monde 1998 (zone Europe - Gr. 4) |
| 11 octobre 1997   | Vienne    | Autriche - Biélorussie | 4-0   | Éliminatoires de la Coupe du monde 1998 (zone Europe - Gr. 4) |
| 12 octobre 2002   | Minsk     | Biélorussie - Autriche | 0-2   | Éliminatoires du championnat d'Europe 2004 (Groupe 3)         |
| 11 juin 2003      | Innsbruck | Autriche - Biélorussie | 5-0   | Éliminatoires du championnat d'Europe 2004 (Groupe 3)         |

#### Bilan
- Total de matchs disputés : 4
- Victoires de l'équipe de Biélorussie : 0
- Matchs nuls : 0
- Victoires de l'équipe d'Autriche : 4
- Total de buts marqués par l'équipe de Biélorussie : 0
- Total de buts marqués par l'équipe d'Autriche : 12

## E

### Émirats arabes unis

#### Confrontations
Confrontations entre les Émirats arabes unis et la Biélorussie :
|   | Date             | Lieu      | Match                             | Score | Compétition  |
| - | ---------------- | --------- | --------------------------------- | ----- | ------------ |
| 1 | 22 novembre 2004 | Abou Dabi | Émirats arabes unis - Biélorussie | 2-3   | Match amical |

#### Bilan
Au 12 avril 2019 :
- Total de matchs disputés : 1
- Victoires des Émirats arabes unis : 0
- Match nul : 0
- Victoires de la Biélorussie : 1
- Total de buts marqués par les Émirats arabes unis : 2
- Total de buts marqués par la Biélorussie : 3

## F

### Finlande
| Date        | Lieu    | Match                  | Score | Compétition  |
| 9 juin 2018 | Tampere | Finlande - Biélorussie | 2 - 0 | Match amical |

#### Bilan
- Total de matchs disputés : 1
- Victoires de la Finlande : 2
- Matchs nuls : 0
- Victoires de la Biélorussie : 0
- Total de buts marqués la Biélorussie : 0
- Total de buts marqués la Finlande : 2

### France
| Date              | Lieu               | Match                | Score | Compétition                                                    |
| 3 septembre 2010  | Saint-Denis France | France - Biélorussie | 0 - 1 | Qualifications pour l'Euro 2012                                |
| 3 juin 2011       | Minsk Biélorussie  | Biélorussie - France | 1 - 1 | Qualifications pour l'Euro 2012                                |
| 11 septembre 2012 | Saint-Denis France | France - Biélorussie | 3 - 1 | Qualifications pour la Coupe du monde 2014                     |
| 10 septembre 2013 | Homiel Biélorussie | Biélorussie - France | 2 - 4 | Qualifications pour la Coupe du monde 2014                     |
| 6 septembre 2016  | Baryssaw           | Biélorussie - France | 0 - 0 | Éliminatoires de la Coupe du monde de football 2018 (Groupe A) |
| 7 octobre 2017    | Saint-Denis France | France - Biélorussie | 2 - 1 | Éliminatoires de la Coupe du monde de football 2018 (Groupe A) |

#### Bilan
- Nombre de matchs joués : 6
- Victoires françaises : 3
- Matchs nuls : 2
- Victoires biélorusses : 1

## I

### Italie
| Date             | Lieu              | Match                | Score | Compétition                                |
| 31 mars 1999     | Ancône Italie     | Italie - Biélorussie | 1 - 1 | Qualifications pour l'Euro 2000            |
| 9 octobre 1999   | Minsk Biélorussie | Biélorussie - Italie | 0 - 0 | Qualifications pour l'Euro 2000            |
| 13 octobre 2004  | Parme Italie      | Italie - Biélorussie | 4 - 3 | Qualifications pour la Coupe du monde 2006 |
| 7 septembre 2005 | Minsk Biélorussie | Biélorussie - Italie | 1 - 4 | Qualifications pour la Coupe du monde 2006 |

#### Bilan
- Total de matchs disputés : 4
- Victoires de l'équipe de Biélorussie : 0
- Victoires de l'équipe d'Italie : 2
- Match nul : 2

## K

### Kirghizistan

#### Confrontations
Confrontations entre la Biélorussie et le Kirghizistan :
|   | Date             | Lieu     | Match                      | Score | Compétition  |
| - | ---------------- | -------- | -------------------------- | ----- | ------------ |
| 1 | 6 septembre 2013 | Baryssaw | Biélorussie - Kirghizistan | 3-1   | Match amical |

#### Bilan
Au 3 avril 2019 :
- Total de matchs disputés : 1
- Victoires de la Biélorussie : 1
- Match nul : 0
- Victoires du Kirghizistan : 0
- Total de buts marqués par la Biélorussie : 3
- Total de buts marqués par le Kirghizistan : 1

## M

### Monténégro
| Date             | Lieu      | Match                    | Score | Compétition  |
| 18 novembre 2009 | Podgorica | Monténégro - Biélorussie | 1-0   | Match amical |

#### Bilan
- Total de matchs disputés : 1
- Victoires de l'équipe du Monténégro : 1
- Matchs nuls : 0
- Victoires de l'équipe de Biélorussie : 0
- Total de buts marqués par l'équipe du Monténégro : 1
- Total de buts marqués par l'équipe de Biélorussie : 0

## P

### Pays-Bas
| Date             | Lieu               | Match                  | Score | Compétition                                                    |
| 7 juin 1995      | Minsk Biélorussie  | Biélorussie - Pays-Bas | 1 - 0 | Qualifications pour l'Euro 1996                                |
| 6 septembre 1995 | Rotterdam Pays-Bas | Pays-Bas - Biélorussie | 1 - 0 | Qualifications pour l'Euro 1996                                |
| 7 septembre 2002 | Eindhoven Pays-Bas | Pays-Bas - Biélorussie | 3 - 0 | Qualifications pour l’Euro 2004                                |
| 7 juin 2003      | Minsk Biélorussie  | Biélorussie - Pays-Bas | 0 - 2 | Qualifications pour l'Euro 2004                                |
| 6 septembre 2006 | Eindhoven Pays-Bas | Pays-Bas - Biélorussie | 3 - 0 | Qualifications pour l'Euro 2008                                |
| 21 novembre 2007 | Minsk Biélorussie  | Biélorussie - Pays-Bas | 2 - 1 | Qualifications pour l'Euro 2008                                |
| 7 octobre 2016   | Rotterdam Pays-Bas | Pays-Bas - Biélorussie | 4 - 1 | Éliminatoires de la Coupe du monde de football 2018 (Groupe A) |
| 7 octobre 2017   | Baryssaw           | Biélorussie - Pays-Bas | 1 - 3 | Éliminatoires de la Coupe du monde de football 2018 (Groupe A) |

#### Bilan
- Total de matchs disputés : 7
- Victoires de l'équipe de Biélorussie : 2
- Victoires de l'équipe des Pays-Bas : 6
- Match nul : 0

### Pologne
| Date             | Lieu              | Match                 | Score | Compétition                        |
| 17 août 1994     | Radom Pologne     | Pologne - Biélorussie | 1 - 1 | Match amical                       |
| 1er mai 1996     | Mielec Pologne    | Pologne - Biélorussie | 1 - 1 | Match amical                       |
| 7 octobre 2000   | Łódź Pologne      | Pologne - Biélorussie | 3 - 1 | Qualifications Coupe du monde 2002 |
| 5 septembre 2001 | Minsk Biélorussie | Biélorussie - Pologne | 4 - 1 | Qualifications Coupe du monde 2002 |
| 9 février 2005   | Varsovie Pologne  | Pologne - Biélorussie | 1 - 3 | Match amical                       |

#### Bilan
- Total de matchs disputés : 5
- Victoires de l'équipe de Pologne : 1
- Victoires de l'équipe de Biélorussie : 2
- Matchs nuls : 2

## R

### Russie
| Date         | Lieu              | Match                | Score | Compétition    |
| 19 mai 1999  | Toula Russie      | Russie - Biélorussie | 1 - 1 | amical         |
| 18 août 1999 | Minsk Biélorussie | Biélorussie - Russie | 0 - 2 | amical         |
| 17 mai 2002  | Moscou Russie     | Russie - Biélorussie | 1 - 1 | Tournoi amical |

#### Bilan
- Total de matchs disputés : 3
- Victoires de l'équipe de Russie : 1
- Victoires de l'équipe de Biélorussie : 0
- Matchs nuls : 2

## S

### Suisse
| Date             | Lieu              | Match                | Score | Compétition                     |
| 27 mars 1999     | Minsk Biélorussie | Biélorussie - Suisse | 0 - 1 | Qualifications pour l'Euro 2000 |
| 8 septembre 1999 | Lausanne Suisse   | Suisse - Biélorussie | 2 - 0 | Qualifications pour l'Euro 2000 |

#### Bilan
- Total de matchs disputés : 2
- Victoires de l'équipe de Suisse : 2 (100 %)
  - Total des buts marqués : 3
- Victoires de l'équipe de Biélorussie : 0 (0 %)
  - Total des buts marqués : 0
- Match nul : 0 (0 %)